# 布勞山 (南非山脈)
23°05′0″S 28°51′0″E / 23.08333°S 28.85000°E

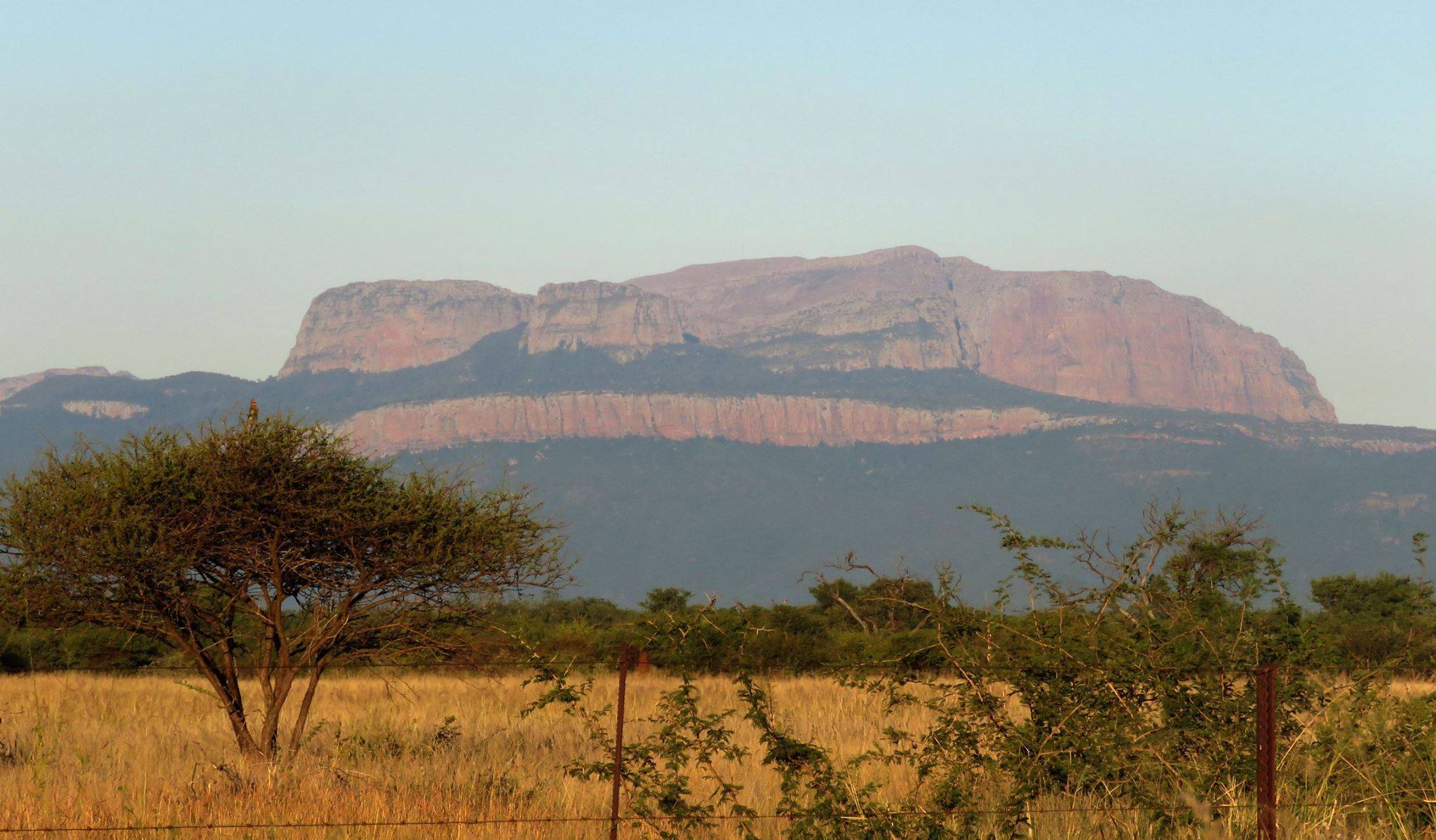

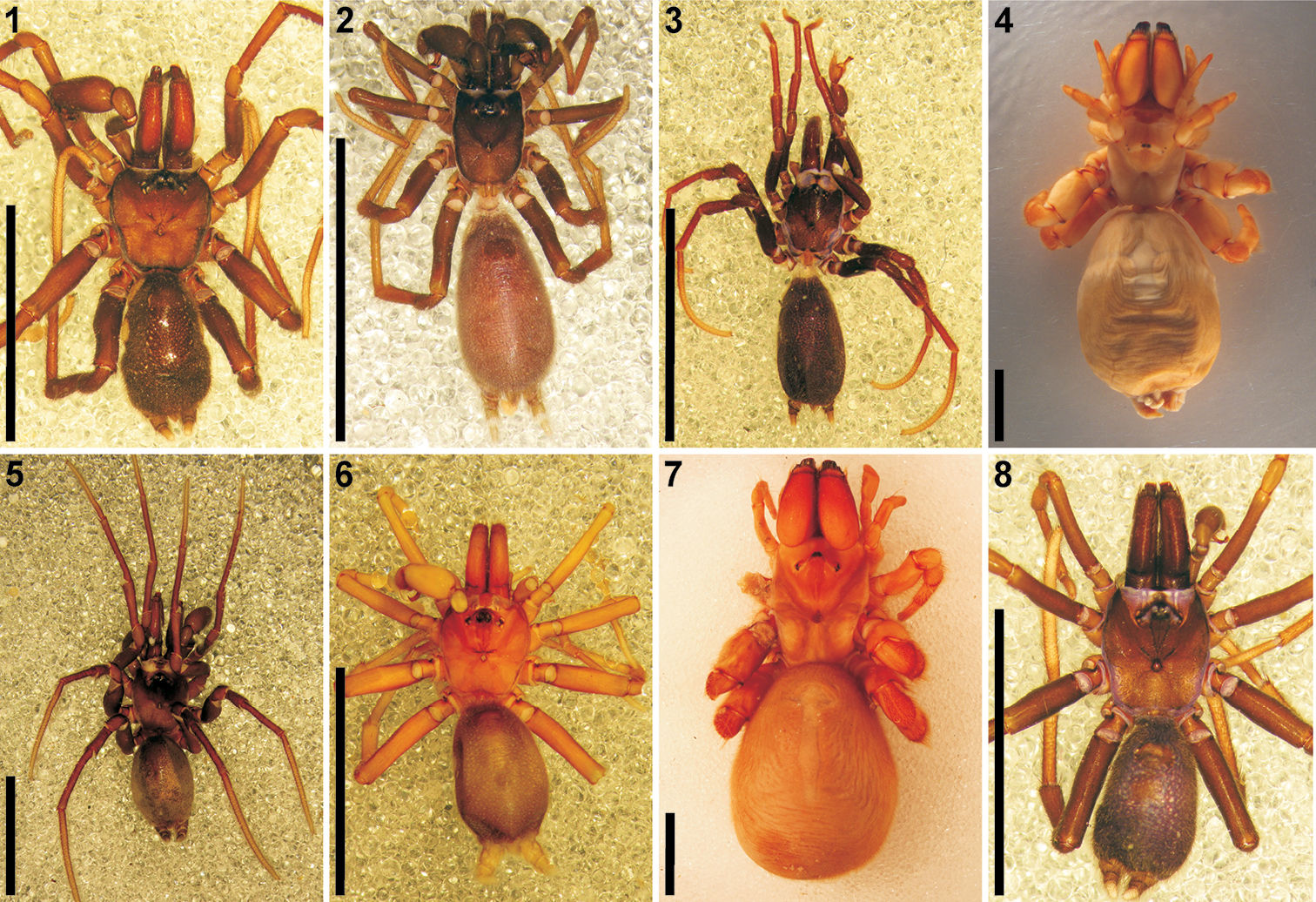

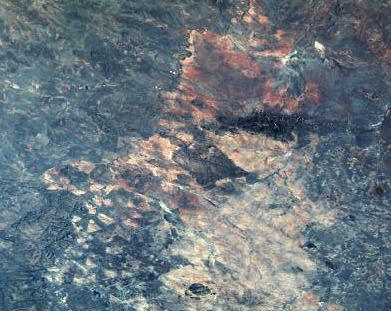

布勞山是南非的山脈，位於該國北部，處於林波波省，屬於索特潘斯山脈的一部分，長36公里、寬10公里，最高點海拔高度2,040米，山體由火成岩和砂岩組成。